# Emiliano Zapata, Emiliano Zapata (Tabasco)
Emiliano Zapata är en ort i Mexiko.   Den ligger i kommunen Emiliano Zapata och delstaten Tabasco, i den sydöstra delen av landet, 800 km öster om huvudstaden Mexico City. Emiliano Zapata ligger 7 meter över havet och antalet invånare är 344.
Terrängen runt Emiliano Zapata är mycket platt. Runt Emiliano Zapata är det ganska tätbefolkat, med 62 invånare per kvadratkilometer. Närmaste större samhälle är Emiliano Zapata, 6,2 km söder om Emiliano Zapata. Omgivningarna runt Emiliano Zapata är en mosaik av jordbruksmark och naturlig växtlighet.